# 日本臨床心理学会
日本臨床心理学会（にほんりんしょうしんりがっかい）は、臨床心理学の進歩普及を図ることを目的として1964年に設立された学会である。

## 学会の成立と歴史
日本臨床心理学会の設立は、1962年日本心理学会第26回大会において、当時の関西の臨床心理学者協会と関東の臨床心理専門家が「集い」、学会設立準備会を発足させたことに端を発している。その2年後の1964年に日本臨床心理学会設立総会が東京厚生年金会館で開催され、学会事務局を早稲田大学文学部心理学実験室に置いて発足した。1970年ごろまでは、わが国の臨床心理を代表する最大規模の臨床心理系学会であったが、現在の会員数は以前より、少なくなっている。臨床心理学に関心があれば誰でも手続きを経て入会できる。とくに精神障害の「当事者」（患者・来談者）をも会員とするのが特徴である。
設立当初の会則には、「本学会は、臨床心理学にたずさわる人々の協同と連携により、その資質の向上と利益をはかり、科学としての臨床心理学を進歩発展させることを目的とする」とある。しかし、その翌年1965年1月25日に創刊された「月刊クリニカルサイコロジスト」において、初代会長である戸川行男が「学会はできたが、臨床心理学とはどのようなものかわからないというのでは悲しい。」と創刊号冒頭の「論説」で嘆いている。初代会長は、これからの日本の臨床心理学が一握りの技術を後生大事に守るだけの「貧困な臨床心理学」に陥らないように、とすでに重要な警鐘を鳴らしていた。
設立後すぐに、1960年代後半から起きた世界的規模の若者世代からの「異議申し立て運動」の波を受けた社会的状況の中で、臨床心理学の分野でも、専門家＝心理技術者を中心にした考え方やその利益を追求する学会のあり方が患者/当事者から鋭く指摘され、批判されることになった。1970年の第6回大会（九州大学）は延期され、当時の「臨床心理士（CP）資格問題」が心理職の厳しい待遇や患者/当事者の視点をめぐって討論集会が行われた。1971年には、患者/当事者の方々からの批判を真摯に受け止めた改革委員会が旧理事会から学会運営を引き継ぎ、1973年には会則改正が承認された。（改革委員会委員：山本勝美、谷奥克己、渡部淳、竹中哲夫、辻平治郎、多田まさあき、中井慈朗、奥村直史、高橋伊久子、赤松晶子、小貫悦子、松島よしえ、吉田昭久、星一郎、篠原睦治、鈴木伸治、小嶋兼四郎、永野せつ子、塩山二郎、山本和郎、盛由紀子、田中ルリ子）。
以後は改革を主導した若手（篠原睦治・山下恒男・小沢牧子・吉田昭久ら）を柱に運営され、これに不満な会員、特に大学に依拠する多くの臨床心理学者がこの学会を離れた。その後、その離反組を中心に「日本心理臨床学会」（「臨床心理学会」が使えないため、それをひっくり返した名称）が1982年に設立されている。少数派となったとはいえ、日本臨床心理学会は専門家が独占を図る既存体制への批判を次々と打ち出し、心理職の国家資格化に反対する有力な団体であり続けた。また精神障害者のかかわる刑事裁判を支援し、社会的な影響力もしばらく健在であった。
その後、心理臨床の分野では、さまざまな家族療法などにみられるように、発想転換や技術刷新が世界的レベルで様々な形で飛躍的に進んでいったが、この臨床心理学会は、心理職専門性の問題や差別意識の自己批判課題に忙しく、こうした臨床心理の大きな流れにはむしろ背を向ける展開となり、活動内容に変化が乏しく、やがて停滞に陥って行く。
1991年の第27回横浜総会（議長＝越智浩二郎）では、臨床心理技術者の国家資格化を巡り、再び激論が交わされた。手林佳正らの厚生省（当時）による臨床心理士国家資格化に協力する方針が採択されたため、反対派（小沢牧子、篠原睦治、武田利邦、中島浩籌、野本三吉、林延哉、三輪寿二、山下恒男ら）は退会し再分裂に至る。大会した反対派はその後「日本社会臨床学会」を設立した。
日本臨床心理学会に残った人びとは「現状の矛盾をみきわめ」と革新的な看板を掲げつつも、国家資格問題では現状・体制との妥協路線を一層とらざるを得なくなって行った。そして、2015年に「公認心理師法」が法制化されることで学会としては、また新たな局面を迎えようとしている。
2011年からの第20期運営委員会では、新たに加わった運営委員（酒木保・實川幹朗・戸田游晏・藤原桂舟ら）による、宗教や民俗を絡めての再度の改革の動きも見られた。しかし、次第に活動方針や内部のコミュニケーション方式の食い違いなどが重なり、新しい動きは実を結ばない結果に終わるばかりか、その後は組織内にさまざまな葛藤・対立や問題、そしてトラウマなどを生み出すことになって行った。
学会誌の発行は、1964年の設立当初、臨床心理学者協会が編集していた『臨床心理』を引き継いだ。しかし、３年後の1967年に編集委員会が誌名を『臨床心理学研究』に改称した。その後途切れることなく現在に至るまで編集委員会から発行されている。

### 最近の学会
2017年：茨城大会（大会委員長：鈴木宗夫）
従来から学会が取り組んできたテーマに沿う形で「臨床心理と社会的差別ー日臨心の展望を問う」という企画が行われれた。
斎藤環を招き「オープンダイアローグ」を取り上げ、これまでの学会の取り組みと繋げて「ヒアリング・ヴォイシズ、オープンダイアローグの理論と実践から」という企画を行った。「オープンダイアローグ」を学会として取り上げたほか、「二つの流れを組み合わせる」という取り組みの原型となった。

2018年：大阪大会（大会委員長：滝野功久）
全体テーマ「対話と反想：オープンダイアローグとリフレクティングは社会的排除と差別に対して何ができるか？」
「オープンダイアローグとリフレクティング（オープンダイアローグを行う際に使われる対話技法）」「ヒアリング・ヴォイシズ」、そして学会活動の一つの柱である当事者主催による「当事者研究」のプログラムが行われたが、台風襲来のため後半のプログラムは行えなかった。
別途、「強制不妊手術について」の研修会を行った。

2019年：東大阪大会（大会委員長：滝野功久）
前年大会の途中中止を踏まえ、全体テーマを「オープンダイアローグとリフレクティング　対話と反想」とした。
全体会を「OSTの体験・社会構成主義を学ぶ」とし、この間の流れで取り組んできた「ナラティブ・アプローチ」「解決志向リフレクティング」「ノンバーバル・リフレクティング」のほか、以前から続けて取り組んできた「ヒアリング・ヴォイシズ」「学校教育現場の課題」両者を取り上げた。
2019年からは、これまで日臨心が取り組んできた重要なことを残し広めることと、臨床心理学に止まらないより広い領域と出会い交流することについて、新しいやり方で取り組んで、学会に参加する人を増やしていくことを目指す活動を行った。
2019年の末から、テーマに沿って話を聞き、参加した人が自由に対話するスタイルの「模索研究会」がスタート。「ヒアリング・ヴォイシズ」（佐藤和喜雄）や「フェミニストセラピー」（井上摩耶子）などのテーマで開催された。
2020年には新型コロナの流行により、大会の開催できなかったので、全会員に対し学会の取り組みなどに関して意見を求めるアンケートを行った。
今後の取り組みについては、この間取り組んできたこと（オープンダイアローグやリフレクティング）従来取り組んできたこと（ヒアリング・ヴォイシズ、優生思想、差別への視点）、それぞれへの関心が強い会員がおり、この後も、この二つの取り組みを軸に学会として活動していくことが確認された。

2021年：オンライン大会（大会委員長：滝野功久）
2021年は、オンラインで大会を1週間にわたり多くの企画を行った。
大会テーマは「臨床心理学の源流に遡りながら、人類のこの新時代に、臨床心理（学）の営みを根底から見直し、新しい動きを試みる」
　　大会に招聘した外部の講師
斎藤環：オープンダイアローグに関連した諸問題
信田さよ子＋佐藤和喜雄：臨床心理（学）の歴史と展望
松本俊彦：アディクションとリカバリー　１
風間直樹：日本の精神医療を問う　現状と惨状
瓜生崇：カルト問題の現在 1
渡邊洋次郎：アディクションとリカバリー　２
国重浩一：ナラティブ・セラピーのダイアローグ
鮫島輝美：社会構成主義入門
学会員による企画
「加害者と被害者の時間の経過」「若者の自殺」「ピアサポートをどこまでも、話す・聴く・対話する」「ウィルスは敵ではなく自分自身である？！」「越境する対話：ミャンマー編」「ヒアリング・ヴォイシズ」「コミュニティサポート？それって何？」「アメリカでの臨床心理学教育とトレーニング」「越境する対話カフェ：神奈川精神医療人権センター（KP）・社会臨床学会・日臨心との交流カフェ」
ほかに、カルト問題の現在　2：　世間の無関心はどこから来るか? 何をもたらしているか？ーーースピリチュアル・アビュースと２世問題を中心に（共同提案者（司会）滝野功久、小林耕治、（話題提供者）藤倉善郎・鈴木エイト・藤田庄市・塚田穂高ほか）は、注目を集めた。
この後、鮫島輝美を講師とするガーゲン著『現実はいつも対話から始まる』と『関係から始まる』（いずれも社会構成主義に関連）の読書会を開始し長く続けた。
2022年：横浜大会（大会委員長：滝野功久）
2022年の大会は、ハイブリッド方式で行った。
大会テーマ「この『臨床心理学』を脱ぐ！ーそのマスクを外したら、どうなる？世界は？自分は？関係は？」でした。
　　大会に招聘した外部の講師
松嶋健：「臨床心理」の外に出るー生きることの共同性に向けてーイタリアの精神医療改革に学ぶ
東畑開人：「臨床心理学」をわら（笑・嗤 ？）う
頼尊恒信：ともに生きることを考える〜相模原事件を契機として〜優生思想を語る
学会員による企画
鮫島輝美：社会構成主義はいかに未来を拓くか
佐藤和喜雄ほか：「幻聴」ではなくヒアリング・ヴォイシズー声と共に生きる豊かな人生を！
滝野功久：ほぐしばい（フォーラムシアター）の窓とドア
自主シンポジウム①：　コミュニケーションとマスク ---そのマスクでわからない---
自主シンポジウム②：  法律違反をした未成年者の当事者性について ---少年も非行から「脱ぐ」（指定発言者：奥野哲也）
大会を準備する過程で、次の準備会（読書会）等を行った。
東畑企画準備会：『心の治療を再考する』に掲載された論文を読んでいく読書会ー約10回開催。
松嶋企画準備会：『プシコ ナウティカ』を各章ごとに読む読書会ー約10回開催。イタリアの精神医療改革についての映画を見て語り合う会など開催。　

## 日本臨床心理学会略年表
- 1962年 - 第26回日本心理学会での集まりをきっかけに日本臨床心理学会の設立準備を開始
- 1963年
  - 12月 - 心理技術者資格認定機関設立準備会を創設
- 1964年
  - 4月1日 - 日本臨床心理学会が発足
  - 6月28日 - 日本臨床心理学会設立総会（10月に戸川行男が会長に就任）
- 1966年
  - 7月6日 - 心理技術者資格認定機関設立準備会の最終報告
  - 7月 - 第1回スーパーヴィジョン研修を実施
- 1967年
  - 11月 - 心理技術者資格認定機関設立準備会が心理技術者資格認定委員会へ発展
- 1969年
  - 4月 - 日本精神神経学会で学会改革開始（第66回大会）
  - 10月 - 日本精神分析学会で学会改革開始（第15回大会）
  - 10月10日 - 第5回大会討論集会準備会（発起人：渡部・中井・乾）が要望書を提出
  - 10月14日 - 第5回日本臨床心理学会大会で学会改革開始（「臨床心理士」資格認定について、誰のための資格化なのかとの議論が中心）
  - 11月 - 日本児童精神医学会で学会改革開始（第10回大会）
- 1970年
  - 1月24日 - 第1回討論集会準備会
  - 7月5日 - 九州大会を討論集会と総会の形で行なうと決定
  - 8月 - 心理技術者資格認定委員会の作業停止
  - 10月 - 第6回日本臨床心理学会大会（九州大会）を延期する
- 1971年
  - 2月14日 - 第6回日本臨床心理学会総会（小金井総会）を開催
  - 7月 - 国際応用心理学会が「心理テストの作成、頒布並びに使用に関する勧告」を採択
  - 9月25日 - ニュースレター『クリニカルサイコロジスト』にて「関東地区病院臨床心理家月例会」が理事辞任を要求
  - 10月25日 - 学会改革委委員会準備会が「緊急常任理事会、理事会開催要望書」を提出
  - 11月 - 第7回日本臨床心理学会大会理事の辞任を受け、日本臨床心理学会改革委員会が発足
- 1972年
  - 月日不詳 - 地区討論集会を各地で開催
  - 6月1日 - 改革委員会が総括原案「我々はどこにいてなにを指向するか」を発表
- 1973年
  - 2月 - 心理テスト問題検討小委員会を設置
  - 4月23日 - 日本精神神経学会が、欠格条項排除の意見書を法務大臣に提出（新谷訴訟）
  - 11月 - 三重県公安委員会の運転免許取消し処分の不当性に抗議する（新谷訴訟）
- 1974年
  - 1月 - 「療育手帳制度に対する抗議声明並びに要請書」を厚生省・各自治体に提出
  - 3月 - 精神病者大野萌子さんとの討論集会を開催
  - 11月 - 全国「精神病者」集団より、赤堀闘争(島田事件)の支援要請を受ける
- 1976年
  - 10月 - 総会にて「赤堀裁判とその精神鑑定書における差別性についての意見書」を決議
- 1977年
  - 3月11日 - 静岡地裁第4次再審請求を棄却（赤堀闘争）
  - 3月25日 - 精神鑑定問題検討小委員会が静岡地裁に抗議文（赤堀闘争）
- 1978年
  - 8月12日 - 文部省「精神薄弱者のための発達診断表」を採用
  - 10月 - 第42回日本心理学会大会にて会合「心理臨床の夕べ」（日本心理臨床学会の発足につながる）
- 1979年
  - 2月 - 心理テスト研究会が発展解消し、臨床心理学研究会（『心理治療を問う』出版につながる）
  - 10月 - 第1回会合「心理臨床家のつどい」（後に日本心理臨床学会の発足につながる）
- 1980年
  - 8月 - 保安処分に反対する小委員会が発足
  - 9月 - 奥野法相あてに保安処分新設反対の声明文を送付
  - 10月 - 日本精神神経学会らと「保安処分に反対する医療従事者協議会」発足
  - 10月16日 - 「精神医療の抜本的改善について（要綱案）に関する要望書」
- 1982年
  - 月日不詳 - 日本心理臨床学会の設立
  - 9月12日 - 本心理臨床学会第1回大会準備委員長および世話人に抗議声明・質問状を送付
- 1983年
  - 5月 - 赤堀闘争、高裁で地裁差し戻しの決定
- 1984年 - 柏の少女殺し事件支援
- 1990年 - 野田事件(青山正の冤罪事件)を支援
- 1991年
  - 月日不詳 - 「処遇困難患者」概念及び「処遇困難患者対策」関する意見を厚生省に提出。
  - 11月 - 第27回総会で臨床心理技術者の国家資格化を巡り激論が交わされる。多数が国家資格容認の意思を示したため反対派は退会し再分裂となった。（反対派はその後「日本社会臨床学会」を設立）
- 1998年 - 精神保健福祉法改正についての意見書を厚生省に提出。
- 2002年 - 「心神喪失等の状態で重大な他害行為を行った者の医療及び保護観察等に関する法律案」への反対声明を公表
- 2003年 - 「心のノート」の点検作業を開始。各地の教育委員会に「心のノート」の使用をすべきでない旨の意見書を提出。第39回大会では「心のノート」に関するシンポジウム開催
- 2004年 - 第40回大会で「戦争と心理学」のシンポジウム開催
- 2005年 - 第41回大会イエテボリ大学名誉教授インゲマール・エマニュエルソンの特別講演 「インクルージョンの時代」
- 2009年 - 第45回大会（仙台）で、心理職の地位の安定と発言力確保のために国家資格化を進めるとの方針を文章化して採択
- 2010年 - 第46回大会（東京）で全体会シンポジウム「臨床心理学の理論と実践―様々な立場の臨床スタンスを超えて―」指定討論者に島薗進（日本宗教学会会長）を招き、外からの視点も加えて臨床心理を見直す
- 2011年 - 第47回大会（大阪）で全体会シンポジウム「臨床心理学－宗教－社会、その関係性を探る」金光教、仏教、キリスト教からの発題者を招き、宗教と心理学の古い繋がりを暖め直す
- 2013年
  - 7月 - 第49回大会を、大連大学にて開催（大会委員長＝酒木保）。わが国の心理系学会として初めて学会大会を中国で開き、比較民俗学会の協力を得て東洋の民俗知からの心理学を探った。これまでにない新しい方向の動きであった。
  - 8月10日 - 定期会員総会における運営委員改選では、2人の新人立候補者を含む3人が不信任（編集委員長實川幹朗含む）となり、再投票の結果、8人の運営委員が選出され「第21期運営委員会」が組織された。
- 2014年 - 12月第50回大会開催期間中の定期会員総会において会則改正が承認され、「除名条項」が加わった。
- 2015年
  - 9月4日 - 第51回京都大会（京都大学総合人間学部棟）期間中の定期会員総会において議長選出が混乱し、審議時間内で次期運営委員選出等の案件が未了のまま流会となった。
  - 11月23日 - 第21期運営委員会は、東京で「臨時総会」を開いて、審議未了の案件を継続審議した後、選管による22期運営委員の選出を行った。総会後直ちに、運営委員9名によって第22期運営委員会（第22期運営委員長亀口公一）が発足した。
- 2017年 - 大会でオープンダイアローグを取り上げた。（関連学会では比較的早い時期）

## 学会誌『臨床心理学研究』
学会誌の発行は、1964年の設立当初、臨床心理学者協会が編集していた『臨床心理』を引き継いだ。しかし、３年後の1967年に編集委員会が誌名を『臨床心理学研究』に改称した。その後、年間発行回数は減少した（現在は年２回）が、途切れることなく現在に至るまで編集委員会から発行されている。

## 学会編集の書籍
- 1979年『心理テスト――その虚構と現実』（現代書館）
- 1980年『戦後特殊教育・その構造と論理の批判』（現代書館）
- 1985年『心理治療を問う』（現代書館）
- 1987年『早期発見治療は何故問題か』（現代書館）
- 1990年『裁判と心理学――能力差別への加担』（現代書館）
- 2009年『地域臨床心理学』(中央法規出版)
- 2010年『幻聴の世界――ヒアリング・ヴォイシズ』（中央法規出版）

## 学会の関わった裁判闘争
- 1973年 - 新谷訴訟：職業運転手だった新谷秀記が起こした運転免許取り消し処分の撤回を求める訴訟。交通事故後の「臨時適性検査」で出た「軽症ろ鈍及精神薄弱」の判定を理由に処分を受けた。学会は、「適性検査」や「心理テスト」が科学的という名目で恣意的に使われているとの見解を意見書にまとめ提出。

- 1974年 - 赤堀裁判：1954年静岡県島田市で起った幼女強姦殺人事件で、赤堀政夫は犯人として逮捕され死刑を求刑された。その後アリバイを主張したが、精神鑑定は「精神薄弱者」ゆえに信憑性がないとした。学会は、「精神薄弱」の診断が当事者に不利に利用されているとの見解を意見書にまとめ提出。

- 1979年 - 野田事件裁判：千葉県野田市で起きた強制わいせつ致死殺人事件で逮捕された青山正の裁判で、「精神薄弱」「精神発達遅滞」「児性愛」などの概念が有罪の根拠に用いられた。学会はこれを批判する要請文を最高裁判所に提出。

- 1984年 - 柏の少女殺し事件：1981年、千葉県柏市で起きた女子児童殺人事件。少年が冤罪で逮捕された。第20回大会のシンポジウムで、少年事件の扱い方をめぐり、家庭裁判所･児童相談所等での心理職のあり方などを点検した。